# Muscat-Expressway
Der Muscat-Expressway ist eine Autobahn im Sultanat Oman. Im Wesentlichen dient er als weiträumige Umgehung der Muscat Capital Area und insbesondere als Entlastung der Route 1. Er beginnt in Qurum, einem Stadtteil westlich von Maskat, an der Route 1 und führt durch die Stadtteile Ruwi, Bawschar, Ghala und Al-Khoudh. Er führt zwischenzeitlich bis kurz vor Khatmat Milaha (Grenze bei Fujeira) im Norden, wo er an der Route 1 endet. Auf ganzer Länge ist er mit drei Spuren in jeder Fahrtrichtung ausgestattet.